# Centre Olímpic/Paralímpic de Vancouver

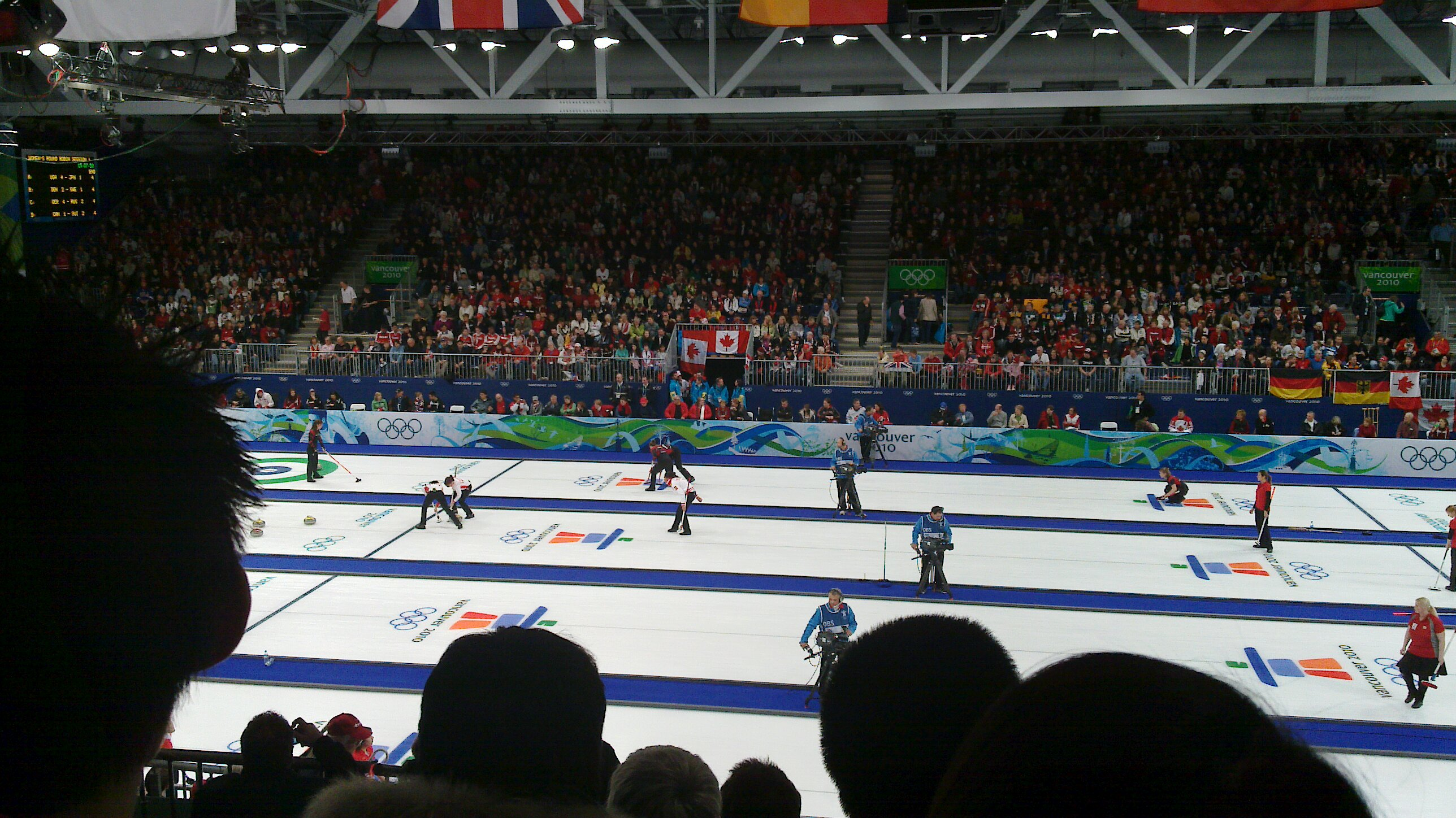
Imatge durant la competició olímpica.

El Centre Olímpic/Paralímpic de Vancouver (en anglès: Vancouver Olympic/Paralympic Centre) és un centre social i pista de cúrling situat al Hillcrest Park de la ciutat de Vancouver (Colúmbia Britànica, Canadà). La construcció d'aquest pavelló, dissenyat per l'estudi "Hughes Condon Marler Architects", s'inicià el març de 2007 i el 2009 fou seu del Campionat del Món de cúrling en categoria júnior.
Amb una capacitat per a 6.000 espectadors fou utilitzat durant la realització dels Jocs Olímpics d'Hivern de 2010 com a seu de la competició de cúrling, tant en els Jocs Olímpics com en els Jocs Paralímpics.
En finalitzar els Jocs la pista fou transformada en un centre multifuncional, amb 8 pistes per al cúrling i una per a l'hoquei sobre gel.